# Trochanter
Pour l’article homonyme, voir trochanter (arthropodes).

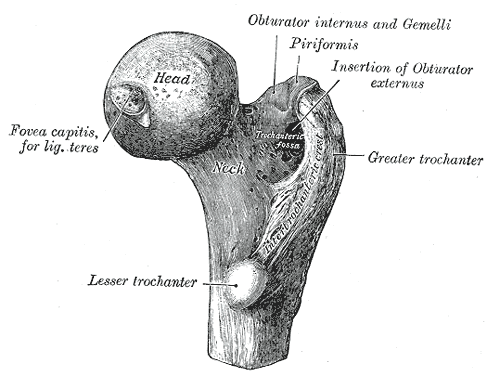
Petit et grand trochanter.

Les trochanters sont, chez les mammifères, deux à trois saillies osseuses de l’épiphyse proximale du  fémur. 
Suivant les espèces il peut exister :
- le grand trochanter,
- le petit trochanter,
- le troisième trochanter.